# Метцгерія вильчаста
Метцгерія вильчаста (Metzgeria furcata) — вид печіночників родини метцгерієвих (Metzgeriaceae).

## Поширення
Батьківщиною є Європа, Африка, Азія, Австралія, Північна Америка, Південна Америка.
Metzgeria furcata — переважно епіфітний печеночник, який мешкає на корі листяних дерев і кущів, а також хвойних дерев, у багатих на луги та слабокислих, від затінених до світлих, від сухих до свіжих місць. Рідше зустрічається на голих коренях дерев або на скелях. Це піонерський мох, який швидко обростає іншими сильнішими мохами.

## Характеристика
Роздвоєні таломи, шириною приблизно від 0,3 до 1,4 мм і довжиною до 2 см, у свіжому вигляді забарвлені в зелений або жовтувато-зелений колір, а у висушеному – біло-зелений. Спочатку вони часто лежать близько до землі, і лише коли рослини дорослішають, верхівки талому трохи виступають із землі. Характерно багато язикоподібних лінійних придаткових пагонів, які легко відпадають і використовуються для вегетативного розмноження. Вони утворені крайовими клітинами пластинки. Окремі волоски рідко розподілені по краях талома; іноді вони також присутні на нижній стороні. Печіночник дводомний лише рідко утворює спорофіти.